# アルカリゲネス科
アルカリゲネス科（ーか、Alcaligenaceae）はPseudomonadota門ベータプロテオバクテリア綱バークホルデリア目の科の一つである。水圏、土壌、人体、及び動物から見出される。ボルデテラ属といったいくつかの種はヒトや動物に対して感染力を示す。

## 概要
直径0.2～1.0μm、長さ0.5～2.6μmの桿菌または球菌である。形態は単細胞、二連、まれに連鎖である。グラム陰性。休止期は確認されていない。周鞭毛によって運動するか、または運動しない（パラ百日咳菌Bordetella parapertussisと百日咳菌Bordetella pertussis）。好気性であり、酸素を最終電子受容体とする厳密に呼吸型の代謝を行う。一部の菌株は、硝酸塩または亜硝酸塩を代替電子受容体として利用し、嫌気的に増殖することができる。最適温度は30～37℃である。コロニーは通常、色素を持たない無色である。ほとんどの種はオキシダーゼ及びカタラーゼ陽性である。リトマスミルクでは塩基性を示す。ゼラチンを加水分解しない。化学有機栄養性である。ほとんどの種は、多種の有機酸とアミノ酸を炭素源として利用する。炭水化物は通常利用しないが、一部の菌株は、d-グルコースとd-キシロースから酸を生成し炭素源として利用する。一部の種はニコチンアミド、有機硫黄化合物（システインなど）、有機窒素化合物（アミノ酸）を要求する。アルカリゲネス属のメンバーは土壌、水、医療現場、およびヒトの臨床材料に存在する。ボルデテラ属の種は呼吸器系の上皮繊毛に局在して増殖し、温血動物に対して病原性を持つ。GC含量は56～70 mol%である。

## 下位分類（属）
アルカリゲネス科に含まれる属を以下にまとめる(2024年6月現在)。

### IJSEMリストに正式承認された属名
- Achromobacter（アクロモバクター属）

Yabuuchi and Yano 1981、修正 Yabuuchi et al. 1998 (IJSEMリストに掲載 1998)
- Advenella（アドベネラ属）

Coenye et al. 2005 (IJSEMリストに掲載 2005)、修正 Gibello et al. 2009 (IJSEMリストに掲載 2009)
- Alcaligenes（アルカリゲネス属）

Castellani and Chalmers 1919 (IJSEMリストに掲載 1980)
- Allopusillimonas（アロプシリモナス属）

Babich et al. 2023 (IJSEMリストに掲載 2023)
- Ampullimonas

França et al. 2016 (IJSEMリストに掲載 2016)
- Azohydromonas（アゾヒドロモナス属）

Xie and Yokota 2005 (IJSEMリストに掲載 2006)、修正 Liu et al. 2022 (IJSEMリストに掲載 2023)
- Basilea（バシレア属）

Whiteson et al. 2014 (IJSEMリストに掲載 2014)
- Bordetella（ボルデテラ属）

Moreno-López 1952 (IJSEMリストに掲載 1980)、修正 Von Wintzingerode et al. 2001 (IJSEMリストに掲載 2001)
- Brackiella（ブラッキエラ属）

Willems et al. 2002 (IJSEMリストに掲載 2002)
- Caenimicrobium

Felföldi et al. 2017 (IJSEMリストに掲載 2017)
- Candidimonas（カンディディモナス属）

Vaz-Moreira et al. 2011 (IJSEMリストに掲載 2011)、修正 Zhang et al. 2012 (IJSEMリストに掲載 2012)
- Castellaniella（カステラニエラ属）

Kämpfer et al. 2006 (IJSEMリストに掲載 2006)
- Corticimicrobacter

Li et al. 2019 (IJSEMリストに掲載 2020)
- Derxia（デルキシア属）

Jensen et al. 1960 (IJSEMリストに掲載 1980)
- Eoetvoesiella

Deshmukh and Oren 2023 (IJSEMリストに掲載 2023)
- Jezberella

Hahn et al. 2022 (IJSEMリストに掲載 2022)
- Kerstersia（ケルスタシア属）

Coenye et al. 2003 (IJSEMリストに掲載 2004)
- Mesopusillimonas（メソプシリモナス属）

Babich et al. 2023 (IJSEMリストに掲載 2023)
- Neopusillimonas（ネオプシリモナス属）

Babich et al. 2023 (IJSEMリストに掲載 2023)
- Oligella（オリゲラ属）

Rossau et al. 1987
- Orrella

Carlier et al. 2019 (IJSEMリストに掲載 2019)、修正 Sheu et al. 2020 (IJSEMリストに掲載 2021)
- Paenalcaligenes（パエナルカリゲネス属）

Kämpfer et al. 2010 (IJSEMリストに掲載 2010)、修正 Lee et al. 2013 (IJSEMリストに掲載 2014)、修正 Mitzscherling et al. 2022
- Paracandidimonas

Kämpfer et al. 2017 (IJSEMリストに掲載 2017)
- Paralcaligenes（パラルカリゲネス属）

Kim et al. 2011 (IJSEMリストに掲載 2011)
- Parapusillimonas（パラプシリモナス属）

Kim et al. 2010 (IJSEMリストに掲載 2010)
- Parvibium

Chen et al. 2018 (IJSEMリストに掲載 2018)
- Pelistega（ペリステガ属）

Vandamme et al. 1998 (IJSEMリストに掲載 1998)
- Pigmentiphaga（ピグメンチファガ属）

Blümel et al. 2001 (IJSEMリストに掲載 1998)、修正 Yoon et al. 2022 (IJSEMリストに掲載 2018)
- Pollutimonas

Babich et al. 2023 (IJSEMリストに掲載 2023)
- Pusillimonas（プシリモナス属）

Stolz et al. 2005 (IJSEMリストに掲載 2005)、修正 Park et al. 2011 (IJSEMリストに掲載 2011)
- Saccharedens

Lin et al. 2017 (IJSEMリストに掲載 2017)
- Taylorella（テイロレラ属）

Sugimoto et al. 1984 (IJSEMリストに掲載 1984)
- Verticiella

Vandamme 2016 (IJSEMリストに掲載 2017)
- Yanghanlia

Ruan et al. 2024
- Zwartia

Hahn et al. 2022 (IJSEMリストに掲載 2022)

### IJSEMに未承認の属名
- "Denitrobacter"

Kronvall et al. 2000
- "Eiseniicola"

Aslam et al. 2010
- "Ischyrobacter"

Bechade et al. 2023
- "Schauerella"

Behrendt et al. 2024

### IJSEMに過去に承認されていたが現在は再分類されている属名
- Algicoccus

Ying et al. 2019 (IJSEMリストに掲載 2019)
アルカリゲネス科Orrellaのシノニム
- Eoetvoesia

Felföldi et al. 2014 (IJSEMリストに掲載 2014)
アルカリゲネス科Eoetvoesiellaのシノニム
- Sheuella

Hahn et al. 2022 (IJSEMリストに掲載 2022)
アルカリゲネス科Orrellaのシノニム
- Tetrathiobacter（テトラチオバクター属）

Ghosh et al. 2005 (IJSEMリストに掲載 2006)
アルカリゲネス科Advenella（アドベネラ属）のシノニム
- Verticia

Vandamme et al. 2015 (IJSEMリストに掲載 2015)
アルカリゲネス科Verticiellaのシノニム